# Општина Периени (Васлуј)
Периени (рум. Perieni) општина је у Румунији у округу Васлуј.
Oпштина се налази на надморској висини од 269 m.